# Sint-Bartholomeuskerk (Vinkt)

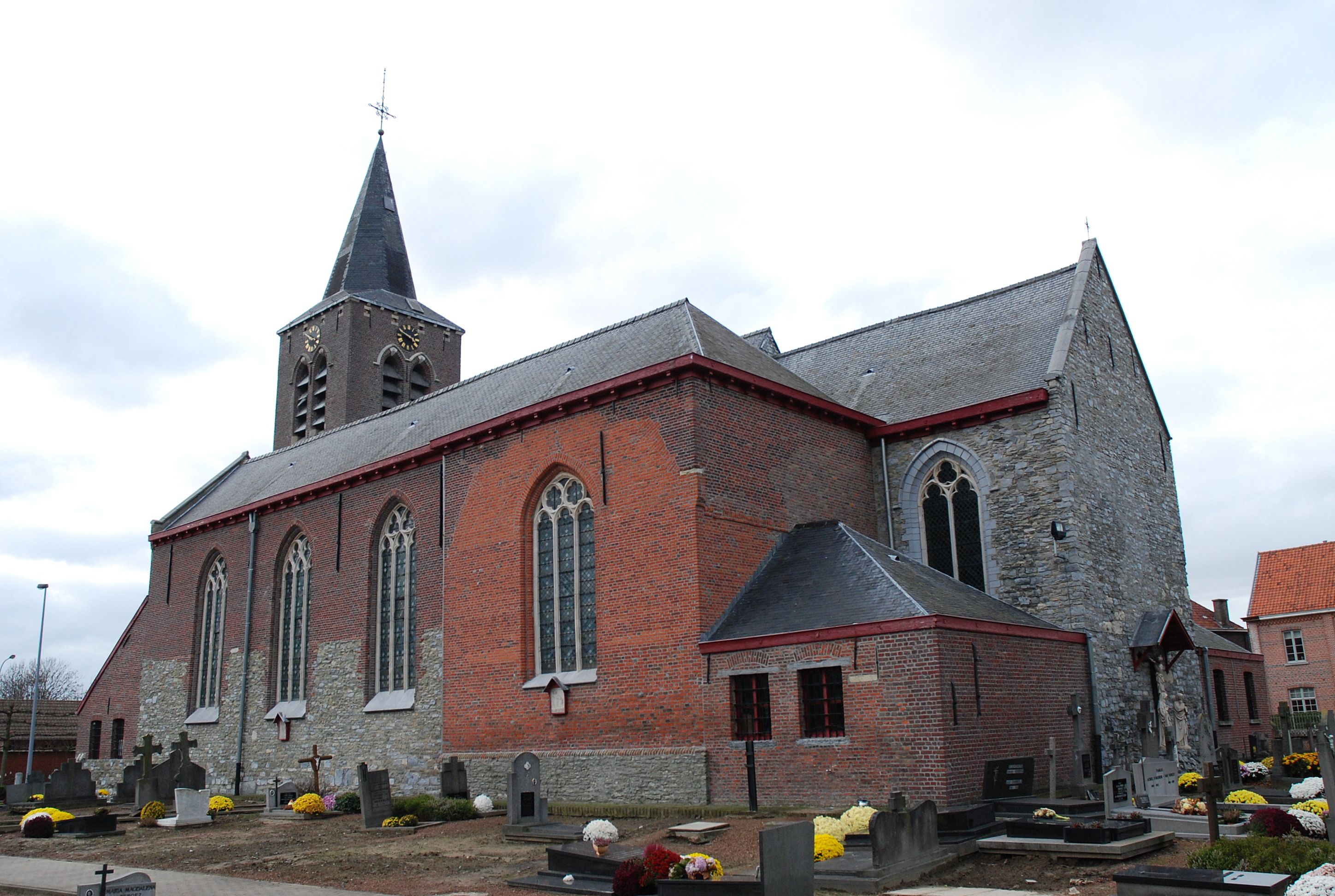
Sint-Bartholomeuskerk (2008)

De Sint-Bartholomeuskerk is de parochiekerk van de tot de Oost-Vlaamse stad Deinze behorende plaats Vinkt, gelegen aan het Martelarenplein.

## Geschiedenis
Van de vroege geschiedenis van de kerk is weinig bekend, maar vermoedelijk was er in de 11e of 12e eeuw al een kleine zaalkerk. In de 13e of 14e eeuw werd een vierkante oosttoren gebouwd. In de 15e eeuw werd een koor en een sacristie toegevoegd. In 1615 stortte de kerk in en vanaf 1620 werd deze weer herbouwd. In 1625 werd een transept gebouwd en omstreeks 1664 kwam een westelijke travee en een westtoren tot stand. De naaldspits werd in 1782 opgericht en in 1783 werd een zuidbeuk en een doopkapel gebouwd naar ontwerp van Frans Drieghe.
In 1918 werd de toren door de terugtrekkende Duitsers opgeblazen. In 1923-1924 werd de kerk hersteld, waarbij een lagere toren tot stand kwam. Ook in mei 1940 was er oorlogsschade. In 2019 werd  de kerk opnieuw gerestaureerd.

## Gebouw
Het betreft een driebeukige hallenkerk met westtoren en een transept. De oudste delen van de kerk zijn gebouwd in veldsteen of natuursteen, waaronder hergebruikte zandsteen van een vroeger gebouw. Het merendeel is in baksteen met zandstenen ornamenten. Een gevelsteen in de toren toont het chronogram: geLoofD zIJ JesUs ChrIstUs aMen.

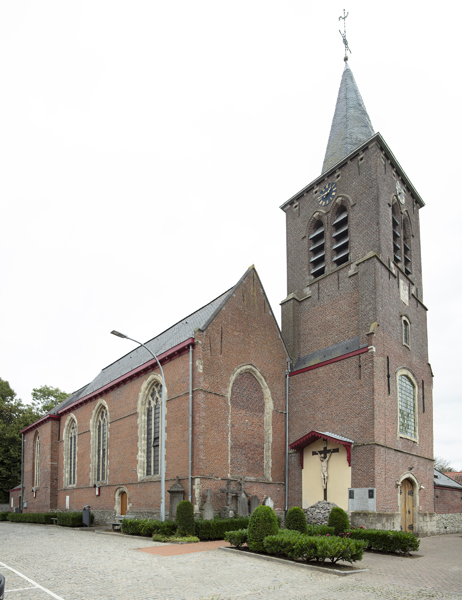
Buitenzijde (2025)
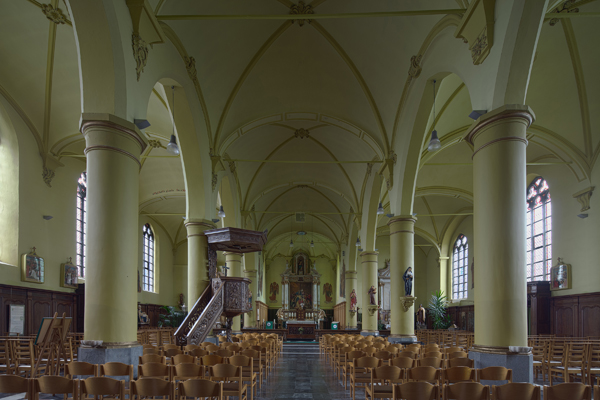
Binnenzicht
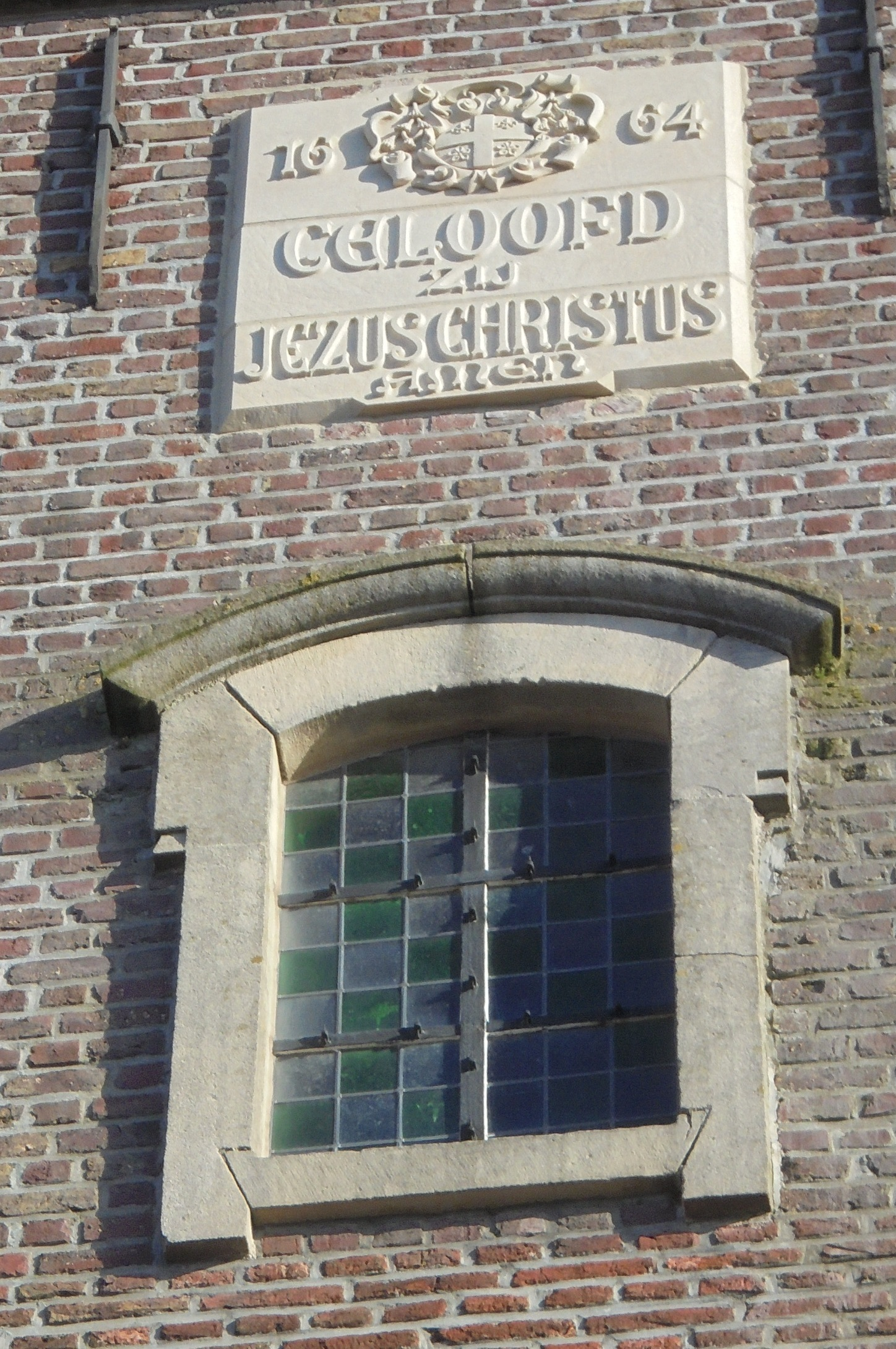
Gevelsteen in de toren

## Interieur
Van 1639 is een schilderij door Antoon van den Heuvel, voorstellende de Bewening van Christus. Uit de eerste helft van de 17e eeuw zijn het barokke hoofdaltaar en het zijaltaar, gewijd aan Onze-Lieve-Vrouw. Het Sint-Bartholomeusaltaar is uit de 2e helft van de 18e eeuw. Het koorgestoelte van 1738 is in Lodewijk XIV-stijl. De lambrisering is 18e eeuws en de barokke communiebank is van 1712. De rijk bewerkte preekstoel is van 1708 en de 18e-eeuwse biechtstoelen zijn in respectievelijk Lodewijk XV-stijl en Lodewijk XVI-stijl.
De kerk heeft een gotisch doopvont van de 16e eeuw. In de kerk bevinden zich een 18-tal 18e-eeuwse marmeren grafstenen.

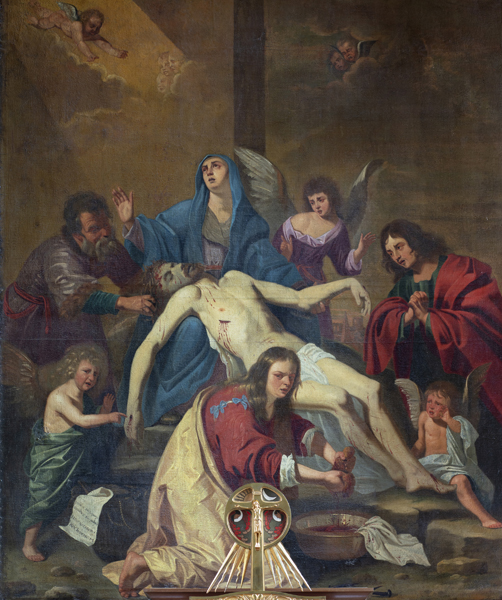
Bewening van Christus door Antoon van den Heuvel
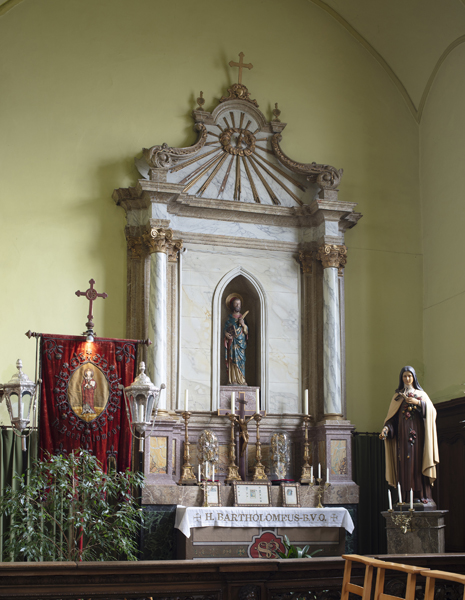
Bartholomeusaltaat
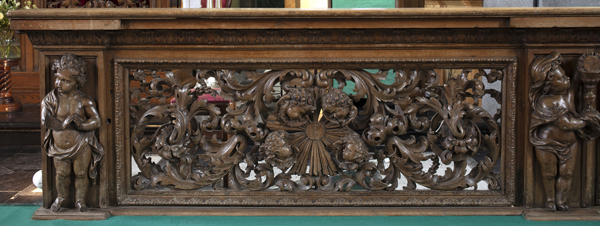
Communiebank
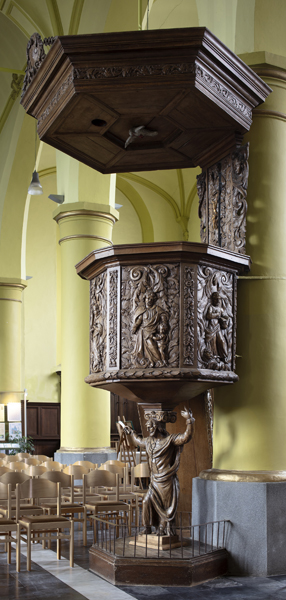
Preekstoel